# Hoya campanulata
Hoya campanulata ist eine Pflanzenart der Gattung der Wachsblumen (Hoya) aus der Unterfamilie der Seidenpflanzengewächse (Asclepiadoideae). 

## Merkmale
Hoya campanulata ist eine zunächst hängende, später kletternde, epiphytische Pflanze mit im Querschnitt runden, nur 0,3 cm dicken, fadenförmigen und kahlen Trieben. Die Pflanze wird etwa 1,2 bis 1,8 m lang. Die Blätter sitzen auf kurzen Stielen. Die sehr dünnen, nicht sukkulenten Blattspreiten sind elliptisch-lanzettlich, 7 bis 11 cm lang, 2,5 bis 5 cm breit (12 cm lang und 5 cm breit bzw. 15 cm lang und 5 cm breit), der Apex ist gespitzt. Sie sind dunkelgrün gefärbt, mit silberfarbenen Sprenkeln und deutlich sichtbarer Nervatur. Ober- und Unterseite sind kahl. 
Der doldenartige Blütenstand mit langem Stiel hängt nach unten mit gerader Abschlusskante. Er weist 12 bis 25 Einzelblüten (bis 10 Einzelblüten) auf. Die recht große, einen Durchmesser von 2 bis 3 cm (2 cm bzw. bis 2,5 cm) erreichende, hängende Blütenkrone ist breitglockenförmig. Die Kronblätter sind seitlich fast vollständig verwachsen; am äußeren Rand der "Glocke" sind lediglich noch fünf kurze keilförmige Einkerbungen zu sehen. Die Zipfel der Kronblätter sind nur noch schwach nach außen gebogen mit einer kurzen Spitze in der Mitte. Die Farbe variiert von weiß, hellgrün bis cremefarben (knochenweiß). Die Nebenkrone ist weißlich mit fünf violetten Punkten um das Zentrum. Die Zipfel der Nebenkrone sind 4,5 bis 5,5 mm lang und 1,5 bis 2 mm breit. Sie liegen flach in der breit glockenförmigen Blütenkrone. Senkrecht von oben betrachtet bilden die Staubbeutel eine Scheibe, die etwa ein Viertel der Länge der Nebenkronzipfel erreicht.
Die Chromosomenzahl beträgt 2n = 22.

## Ökologie
Die Blüten produzieren wenig oder gar keinen Nektar, und riechen abends kräftig nach Limone. Der Grad der Öffnung der Blüte variiert. Die Blüten bleiben 8 Tage offen. Am Naturstandort blüht sie das ganze Jahr über.

### Ähnliche Arten
Hoya campanulata ist nahe mit Hoya danumensis Rodda & Nyhuus von Borneo, und mit Hoya vacciniiflora von Westborneo verwandt. Die Blüte von Hoya danumensis ist im Durchschnitt größer mit fünf charakteristischen knotenförmigen Ausbuchtungen auf der Außenseite nahe dem Ansatz der Kronblätter am Blütenstiel und zwischen den Kelchblättern. Die Zipfel der Nebenkrone sind bei Hoya danumensis mit 4,5 bis 5,5 mm vs. 5,5 bis 6 mm etwas länger und mit 2,4 bis 2,6 mm vs. 1,5 bis 2 mm auch deutlich breiter. Bei Hoya vacciniiformis sind die Blüten urnenförmig bis glockenförmig und mit einem Durchmesser bis 1,4 cm deutlich kleiner. Die Blätter sind länglich-lanzettlich und sukkulent. Bei Hoya campanulata erreicht die Scheibe, die durch die Staubbeutel in der Nebenkrone gebildet wird (wenn senkrecht von oben betrachtet) nur ein Viertel der Länge der Nebenkronblattzipfel, bei Hoya danumensis sind es ein Drittel und bei Hoya vacciniiformis sind Durchmesser und Länge der Nebenkronblattzipfel gleich.

## Geographische Verbreitung und Habitat
Die Art kommt in Westmalaysia (Malaiische Halbinsel), Borneo und Indonesien (Java und Sumatra) vor. Somadee & Kühne nennen auch noch die Philippinen als Verbreitungsgebiet. Sie wächst dort in tropischen Tieflandwäldern.

## Taxonomie
Die Art wurde von Carl Ludwig Blume erstmals beschrieben. Der Typenfundort ist Java. Das Artepitheton verweist auf die glockenförmigen Blüten. 